# Claus Boekweg
Claus Boekweg (Groningen, 3 maart 1966) is een Nederlands voetbaltrainer en voormalig voetballer. Op 2 maart 2009 werd Boekweg gevraagd de ontslagen Jan Everse tijdelijk op te volgen als hoofdcoach van FC Zwolle. Vanaf het januari 2010 tot 11 maart 2012 was hij assistent trainer bij de Zwolse eerste divisionist.

## Carrière als speler
Boekweg speelde bij FC Groningen, FC Zwolle, wederom FC Groningen en hij sloot zijn carrière af bij Emmen.

## Clubstatistieken
| Seizoen | Club         | Competitie     | Duels | Goals |
| ------- | ------------ | -------------- | ----- | ----- |
| 1986/87 | FC Groningen | Eredivisie     | 27    | 0     |
| 1987/88 | FC Groningen | Eredivisie     | 32    | 2     |
| 1988/89 | FC Groningen | Eredivisie     | 28    | 0     |
| 1989/90 | FC Groningen | Eredivisie     | 27    | 0     |
| 1990/91 | FC Groningen | Eredivisie     | 29    | 0     |
| 1991/92 | FC Groningen | Eredivisie     | 33    | 1     |
| 1992/93 | FC Groningen | Eredivisie     | 33    | 0     |
| 1993/94 | FC Groningen | Eredivisie     | 27    | 0     |
| 1994/95 | FC Groningen | Eredivisie     | 32    | 0     |
| 1995/96 | FC Zwolle    | Eerste divisie | 32    | 0     |
| 1996/97 | FC Zwolle    | Eerste divisie | 32    | 4     |
| 1997/98 | FC Zwolle    | Eerste divisie | 32    | 6     |
| 1998/99 | FC Zwolle    | Eerste divisie | 30    | 2     |
| 1999/00 | FC Zwolle    | Eerste divisie | 33    | 6     |
| 2000/01 | FC Zwolle    | Eerste divisie | 32    | 5     |
| 2001/02 | FC Zwolle    | Eerste divisie | 19    | 1     |
| 2001/02 | FC Groningen | Eredivisie     | 2     | 0     |
| 2002/03 | FC Groningen | Eredivisie     | 22    | 0     |
| 2003/04 | Emmen        | Eerste divisie | 35    | 0     |
| Totaal  | Totaal       | Totaal         | 537   | 27    |

## Erelijst
| Nationaal               |    |         |
| Kampioen Eerste Divisie | 1x | 2001/02 |

## Trainersloopbaan
Na zijn actieve voetbalcarrière werkte Boekweg in als hoofdcoach bij MVV Alcides, SC Erica en VV Dalen. Ook ging hij bij FC Zwolle aan de slag als assistent-trainer. Sinds het seizoen 2016/2017 is Boekweg weer hoofdtrainer bij SC Erica.